# Nebulosa Trífida
A Nebulosa Trífida (português do Brasil) ou Nebulosa da Trífide (português Europeu) (Messier 20, NGC 6514) é uma região HII, ou seja uma região composta de gás estelar e poeira onde recentemente, em termos astronômicos, começou formar novas estrelas. Está localizada na constelação de Sagitário e seu nome significa "dividido em três lóbulos". O objeto é uma combinação incomum de um aglomerado aberto de estrelas, uma nebulosa de emissão (a parte inferior, vermelho, em imagens de telescópios amadores), uma nebulosa de reflexão (a parte superior, azul, em telescópios amadores) e uma nebulosa escura (aparentes "lacunas" na nebulosa de emissão, que causam a aparência trifurcarda, estes são também designados como Barnard 85).
Vista por um pequeno telescópio, a nebulosa Trífida é um objeto brilhante e colorido, preferido pelos astrônomos amadores. Situa-se aproximadamente 5 200 anos-luz em relação à Terra e tem magnitude aparente 6,3, sendo fracamente visível a olho nu, mesmo sob excelentes condições de observação.

## Descoberta e visualização
A nebulosa foi descoberta pelo astrônomo francês Charles Messier em 5 de junho de 1764, listando-o em seu catálogo como sua vigésima entrada. Messier descreveu-o como um aglomerado contendo estrelas de magnitude aparente 9 a 8, embebidas em uma aparente nebulosidade.
Famosa por exibir três ou quatro lóbulos aparentes, a nebulosa confundiu William Herschel, descobridor de Urano, que a catalogou como quatro nebulosas separadas; Herschel, em respeito ao trabalho de Messier, usualmente não atribuía sua própria nomenclatura aos objetos já nomeados por Messier.

## Características

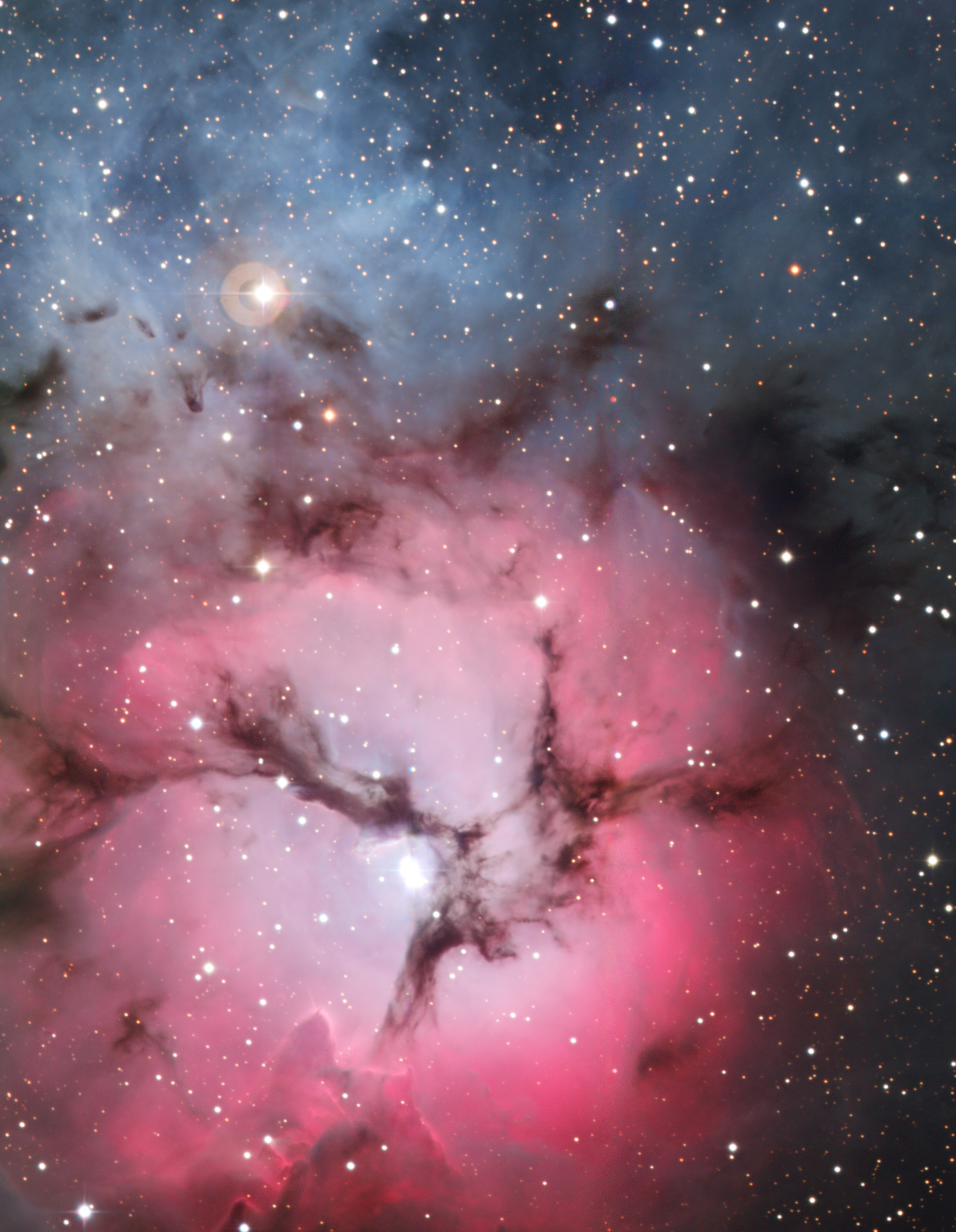
Nebulosa Trífida, ESO. Nesta imagem é possível visualizar as duas cores da nebulosa, vermelha e azul, características de uma nebulosa de emissão e de reflexão, respectivamente

É uma nebulosa de emissão e de reflexão. A existência de lóbulos da nebulosa deve-se à existência de uma nebulosa escura, catalogada como B85 por Edward Barnard. Mesmo com telescópios amadores, a nebulosa exibe duas cores bem distintas, vermelho e azul. As estrelas jovens, parte do aglomerado aberto que a nebulosa havia formado, são envolvidas por uma nebulosa de emissão vermelha, que por sua vez é envolvida por uma nebulosa de reflexão azul, que é notável particularmente em sua região norte.
A distância da nebulosa em relação à Terra é incerta, entre 2 200 e 9 000 anos-luz. Segundo John Mallas, Evered Kreimer e Kenneth Glyn Jones, sua distância é de 2 300 anos-luz, 3 140 segundo o WEBDA, 5 200 segundo o Sky Catalogue 2000.00, Brent Archinal e Steven Hynes, 7 600 segundo Charles Robert O'Dell e 9 000 segundo Jeff Hester.
Sua magnitude aparente é 9, segundo Glyn Jones, a 6,8, segundo Don Machholz. Essa variação nas estimativas de magnitude aparente deve-se ao sistema triplo de estrelas que excitam a nebulosa (HD 196692, HN40 e ADS 10991, de magnitude aparente 7,6, 10,7 e 8,7, respectivamente). Todas essas estrelas são estremamente quentes, de classificação estelar entre O5 e O7. Uma estrela supergigante (HD 164514) está situada na região norte da nebulosa, com uma magnitude aparente 7,42 e classe espectral A5 Ia. Todas essas estrelas brilhantes difucultam as estimativas de magnitude aparente da nebulosa.
Foi objeto de uma investigação por astrônomos, usando o Telescópio Espacial Hubble em 1997, usando filtros que isolam a emissão de átomos de hidrogênio ionizados, átomos de enxofre ionizados e átomos de oxigênio duplamente ionizados. As imagens detalhadas mostram uma densa nuvem de poeira e gás, que é um berçário estelar cheio de estrelas embrionárias. Esta nuvem está a cerca de 8 anos-luz de distância da estrela central da nebulosa. Um jato estelar projeta-se das nuvens e tem cerca de 0,75 anos-luz de comprimento. A fonte do jato é um objeto profundo de estrelas jovens dentro da nuvem. Jatos são os gases de exaustão da formação estelar. A radiação da estrela central da nebulosa faz o jato brilhar.
As imagens também mostraram uma coluna em forma de dedo ao lado direito do jato. Aponta a partir da densa nuvem diretamente para a estrela que ilumina a nebulosa Trífida. Esta coluna é um exemplo destacado de um glóbulo gasoso de evaporação. A coluna sobreviveu porque sua ponta é um glóbulo de gás que é suficienteente densa para resistir à forte radiação da estrela.
Em janeiro de 2005, o Telescópio Espacial Spitzer, da NASA, descobriu 30 estrelas embrionárias e 120 estrelas recém-nascidas não vistas em luz visível. A nebulosa está aproximadamente a 7 600 anos-luz de distância da Terra, e tem uma magnitude aparente de 6,3.

## Astronomia amadora

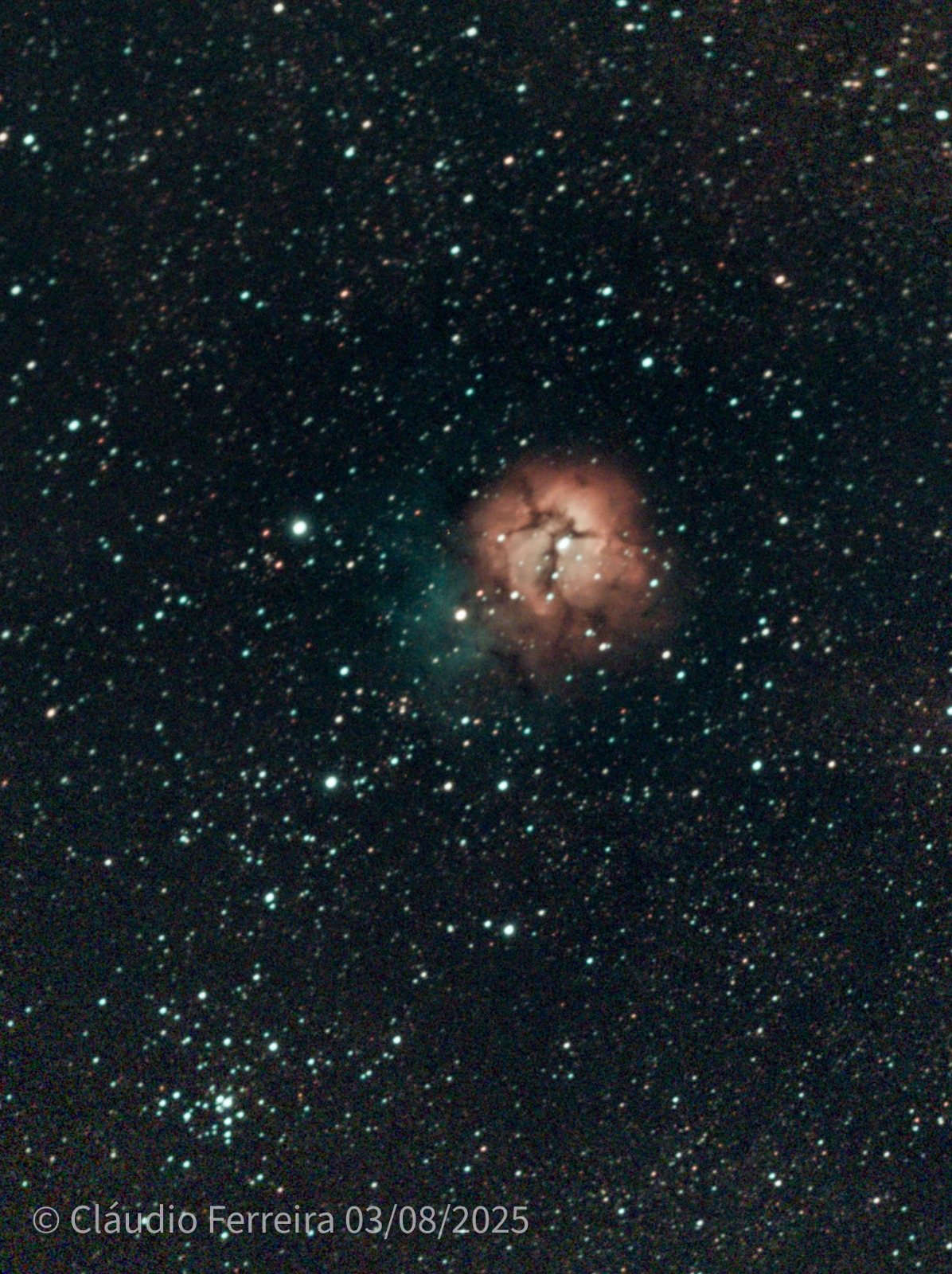
Astrofotografia amadora da Nebulosa Trífida (M 20, NGC 6514) capturada em 22 jul 2025, Brasília-DF (≈ 15°47′ S; 47°52′ O; 1 172 m). Registro obtido com telescópio 50 mm f/5 em montagem Alt-Azi, 300 subs de 10 s (total ≈ 50 min)

A Nebulosa Trífida (Messier 20, NGC 6514) é um dos alvos mais fascinantes para astrônomos amadores, pois reúne em um único objeto três tipos de nebulosidade: emissão, reflexão e absorção por poeira interestelar. O contraste visual entre suas regiões avermelhadas, áreas azul-ciano e as faixas escuras que a “fendem” confere-lhe um caráter singular, revelável mesmo com equipamentos modestos, desde que se apliquem técnicas adequadas de observação e astrofotografia.
A magnificência das cores da Nebulosa Trífida
Imagem da Nebulosa Trífida (M20, NGC 6514) capturada em 3 ago 2025, 23h10 UTC, em Brasília (15°47′ S; 47°52′ O; 1 172 m) com telescópio 50 mm f/5 em montagem Alt-Azi; 300 exposições de 10 s empilhadas.
- Vermelho: emissão Hα (656 nm) do gás ionizado.
- Azul-ciano: luz estelar refletida pela poeira.
- Faixas escuras: nuvens densas que seccionam a nebulosa.

As cores destacam gás quente, poeira iluminada e berçários estelares, revelando a complexa formação de estrelas da Nebulosa Trífida.

## Galeria

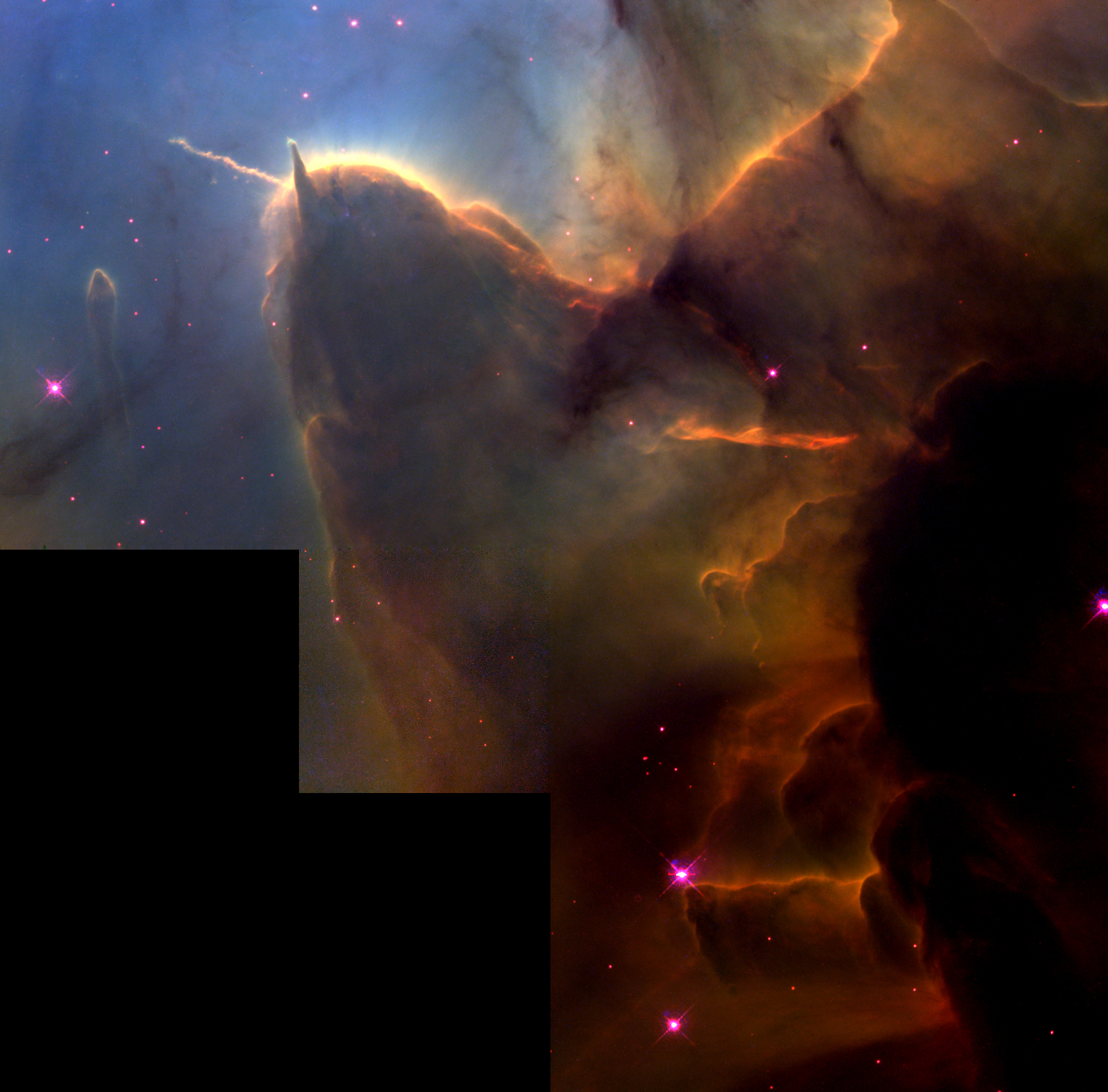
Nebulosa Trífida, Telescópio Espacial Hubble
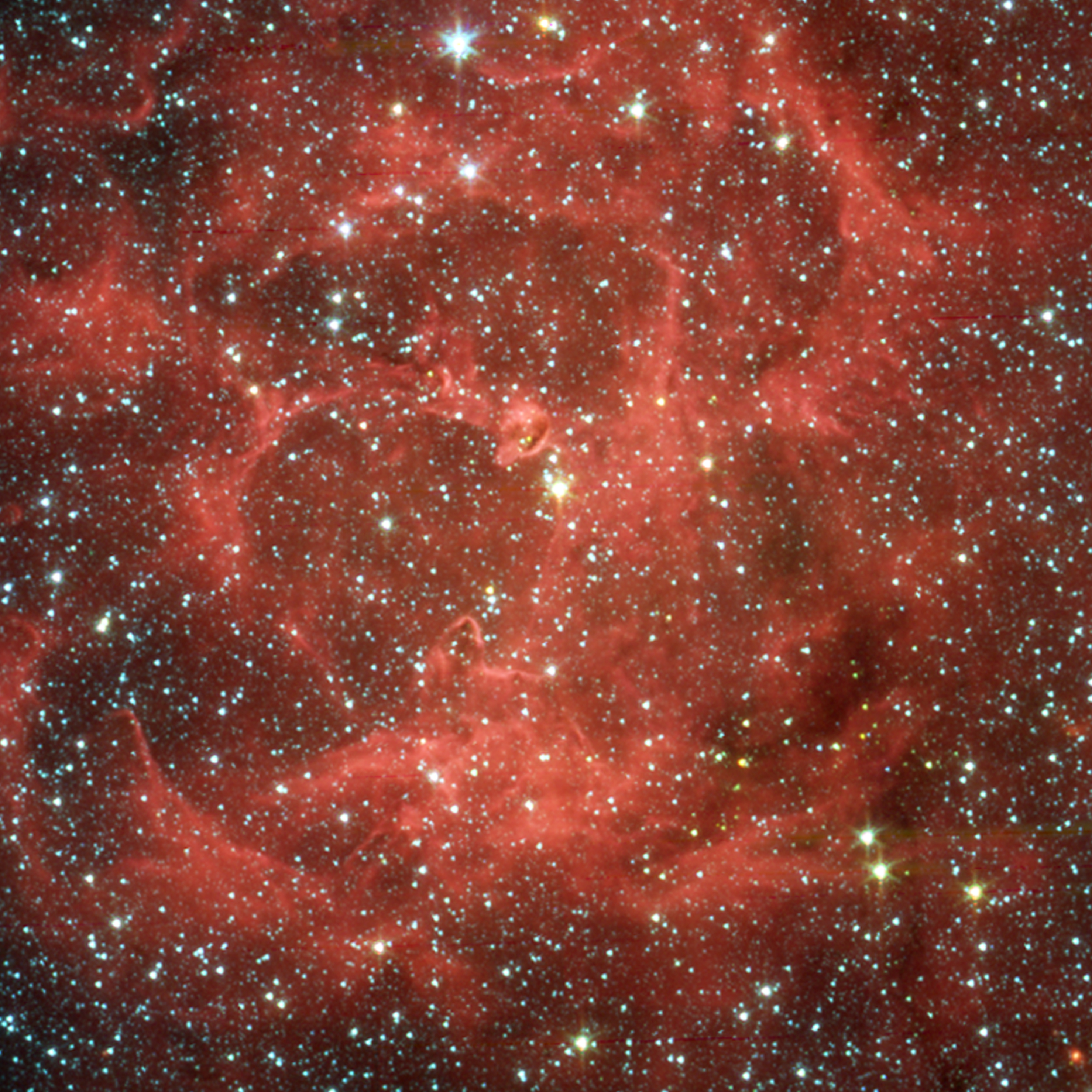
Messier 20, Telescópio Espacial Spitzer
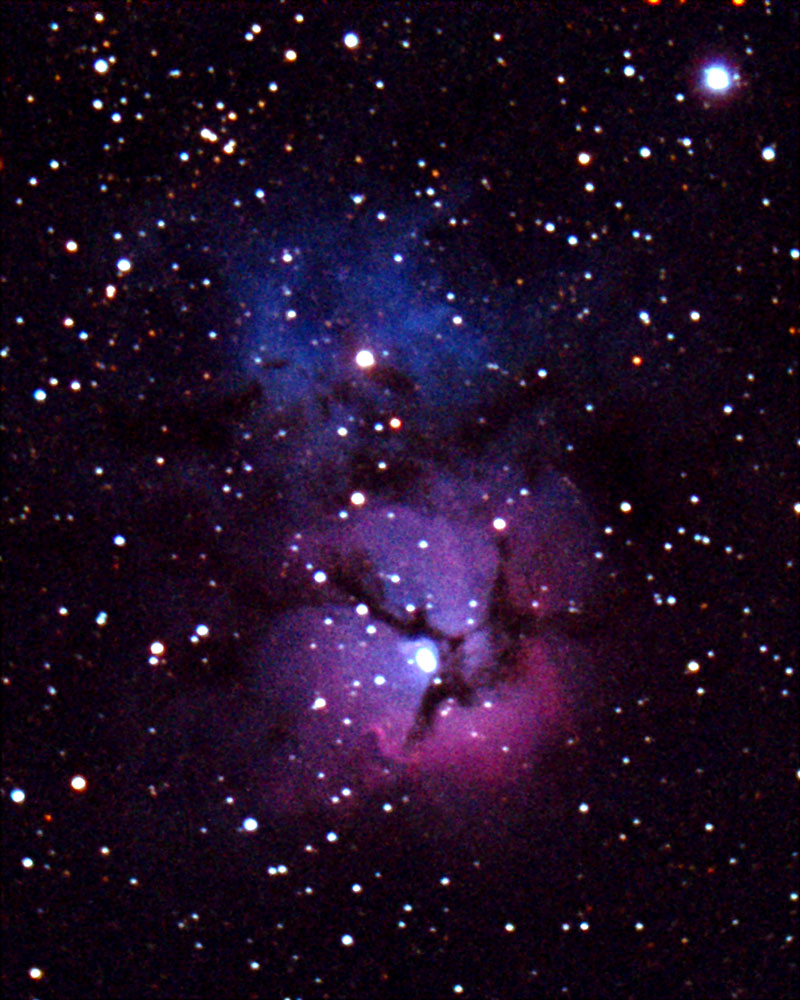
Nebulosa Trífida, Kevin Wigell
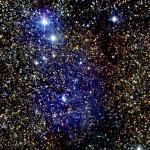
M20, projeto 2MASS
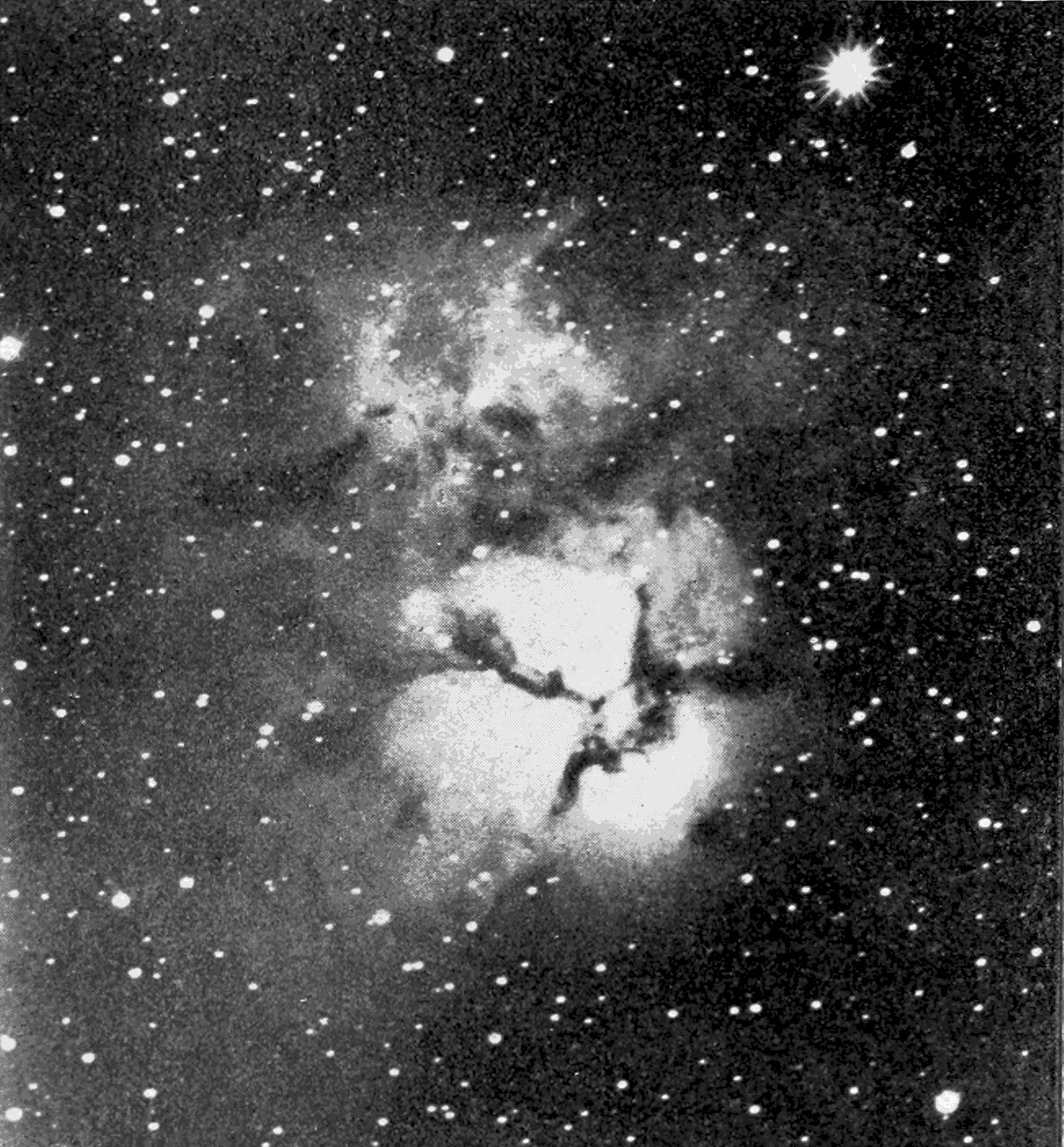
Nebulosa Trífida, Observatório Lick, 1901
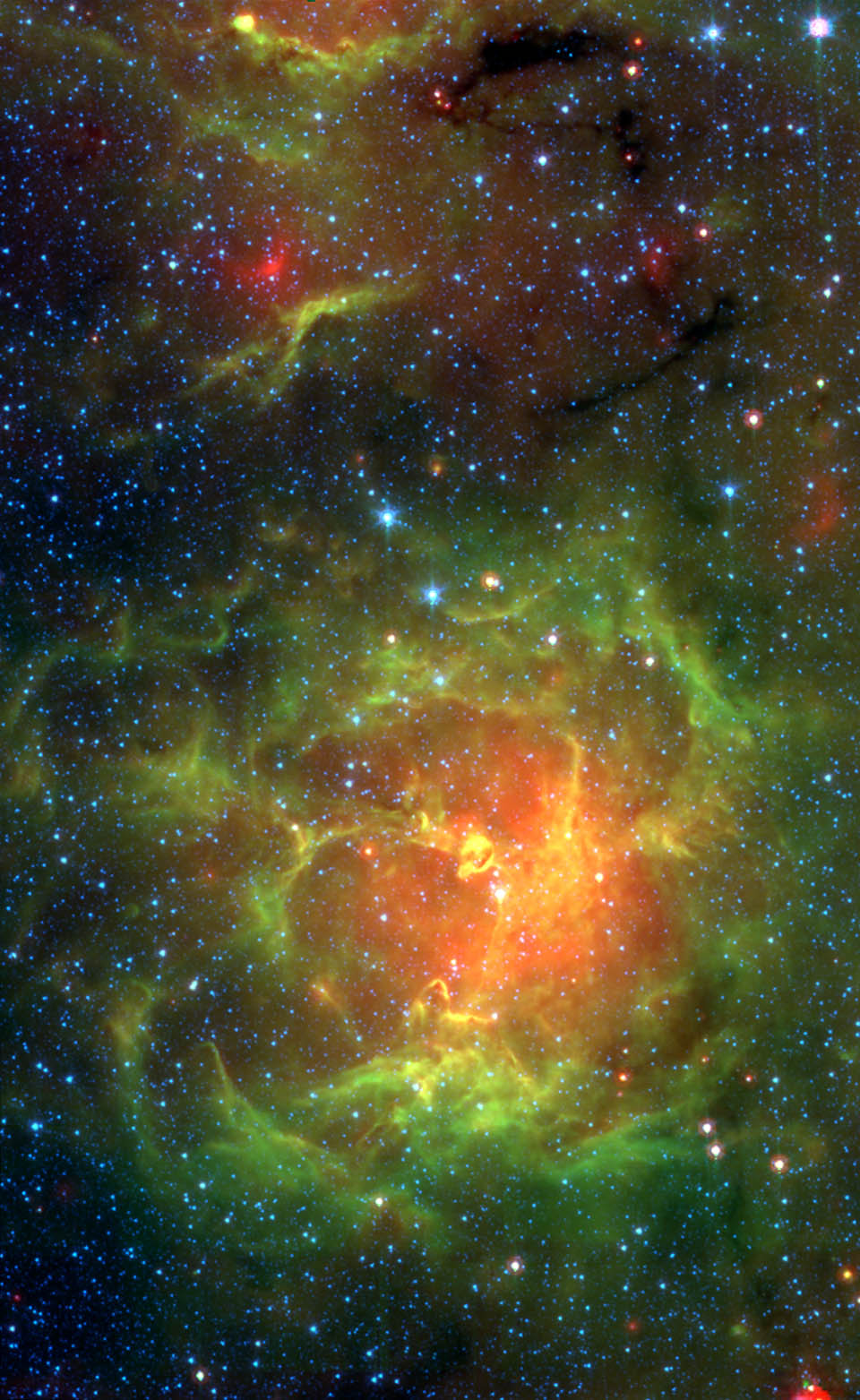
Nebulosa Trífida, Telescópio Espacial Spitzer (IRAC+MIPS)
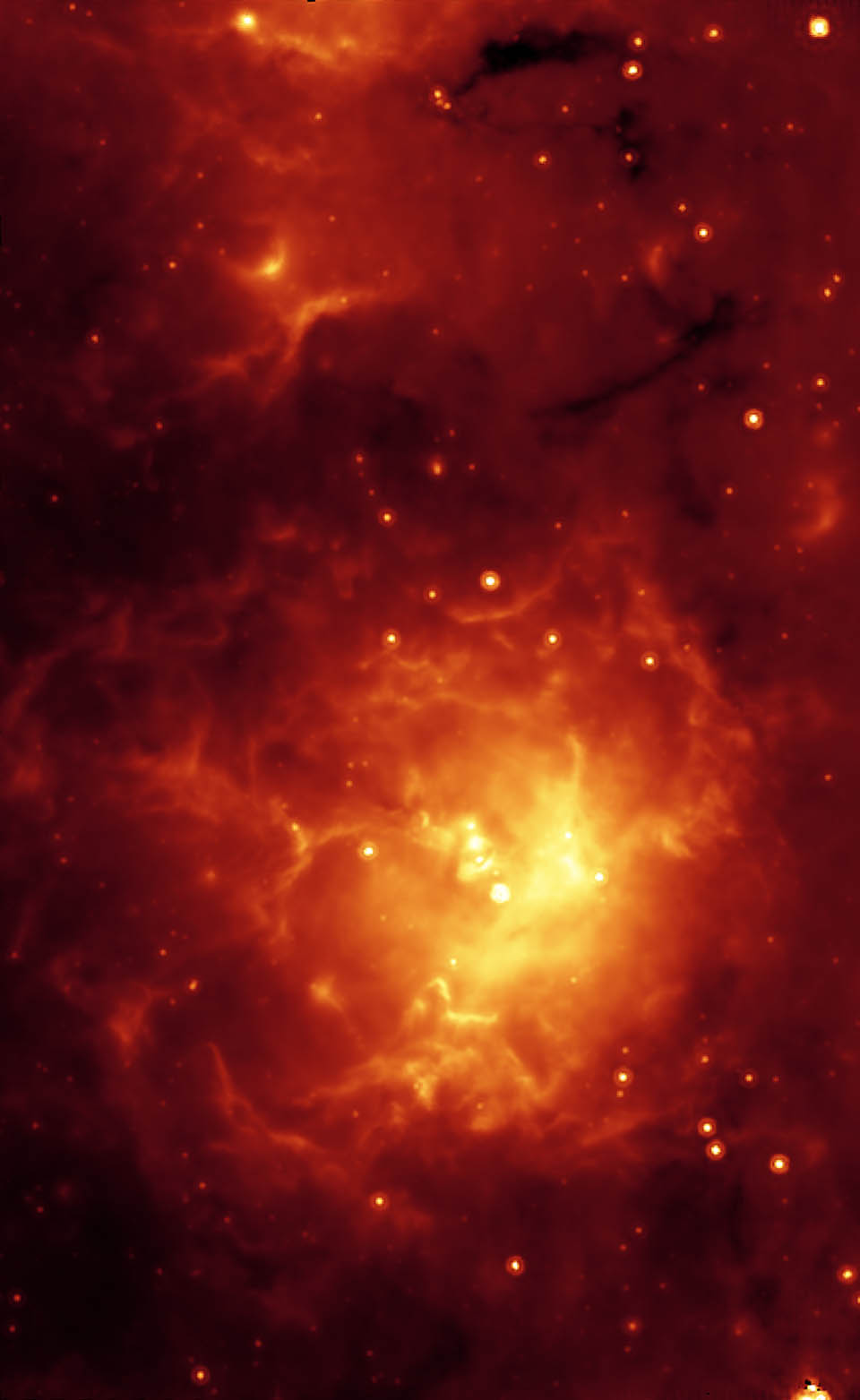
Nebulosa Trífida, Telescópio Espacial Spitzer (MIPS)